# Théodora de Leiningen

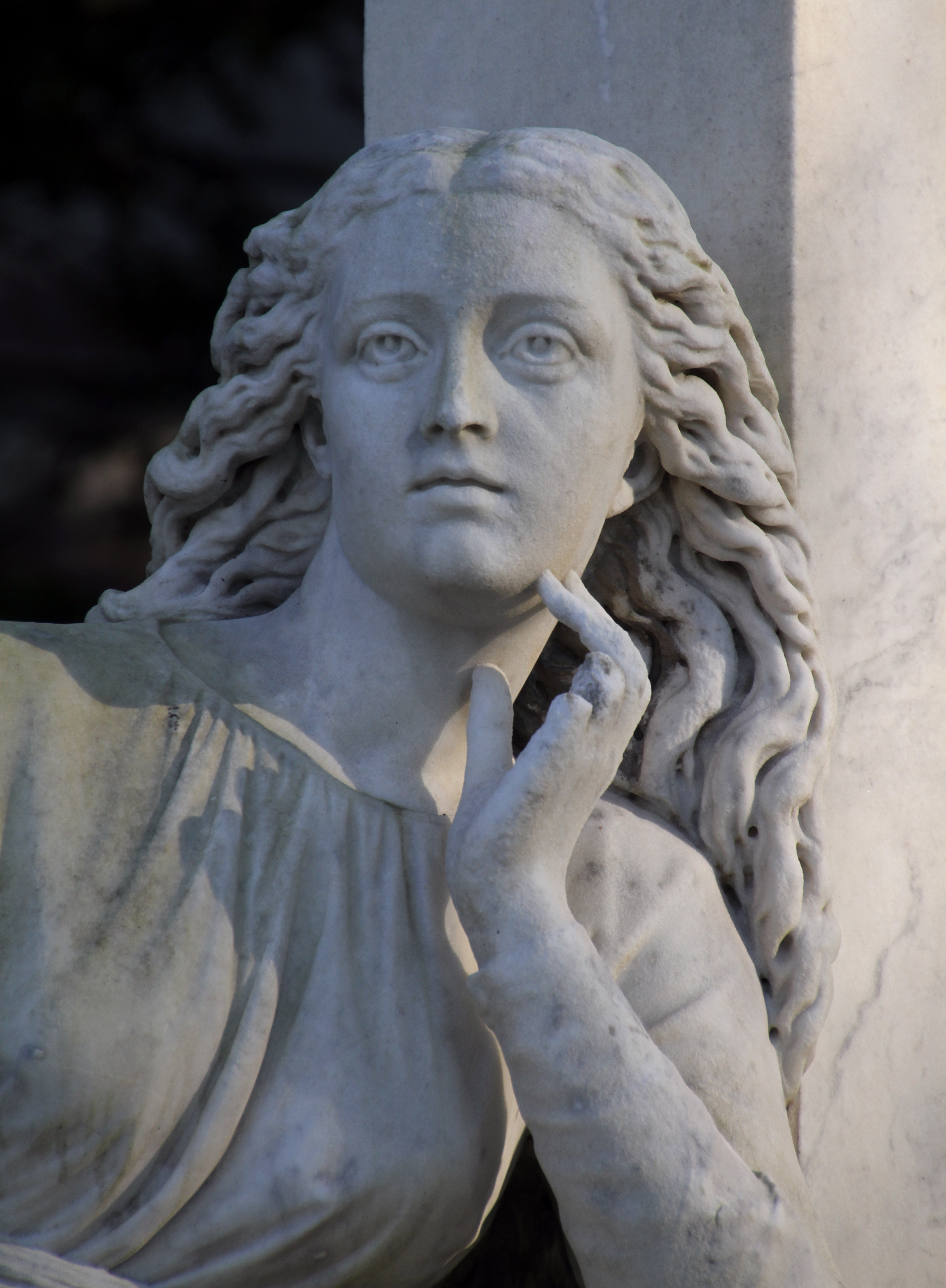
Monument funéraire dans le cimetière principal de Baden-Baden

Anne Théodora (ou Féodora) Augusta Charlotte Wilhelmine de Leiningen (en allemand : Feodora zu Leiningen), princesse de Leiningen puis, par son mariage, princesse de Hohenlohe-Langenbourg, est née le 7 décembre 1807 à Amorbach, dans le grand-duché de Bade, et est décédée le 23 septembre 1872 à Baden-Baden. 
Demi-sœur de la reine Victoria du Royaume-Uni, elle est une nièce du roi Léopold Ier de Belgique.

## Famille
Théodora est la dernière enfant du prince Émile-Charles de Leiningen (1763-1814) et de sa deuxième épouse la princesse Victoire de Saxe-Cobourg-Saalfeld (1786-1861).
Membre de la Maison de Leiningen, elle descend, par son père, du prince Charles-Frédéric-Guillaume de Leiningen (1724-1807) et, par sa mère, du duc François de Saxe-Cobourg-Saalfeld. En 1816, son oncle maternel, Léopold contracte une union brillante en épousant la princesse Charlotte de Galles, fille unique et héritière du Georges IV du Royaume-Uni. La princesse meurt en couches l'année suivante. Profondément marqué par la perte qu'il vient de subir le prince Léopold n'en conserve pas moins le sens de ses intérêts et tout en restant au Royaume-Uni invite sa sœur, la princesse douairière de Leiningen à épouser l'un des frères du roi, le duc Édouard-Auguste de Kent. La princesse met au monde une petite fille en 1819. Le duc de Kent meurt dès 1820 laissant au Royaume-Uni une héritière qui rendra sa popularité à la Maison de Hanovre.
Le 18 février 1828, Théodora épouse, au palais de Kensington, le prince Ernest Ier de Hohenlohe-Langenbourg (1794-1860), fils aîné du prince Charles-Louis de Hohenlohe-Langenbourg (1764-1825) et de la comtesse Amélie-Henriette de Solms-Baruth. De ce mariage naissent six enfants :
- Charles-Louis II de Hohenlohe-Langenbourg (1829–1907), qui épouse morganatiquement, en 1861, Marie Grathwohl (1837–1901), baronne de Bronn (1890) ;
- Élise de Hohenlohe-Langenbourg (1830–1851) ;
- Hermann de Hohenlohe-Langenbourg (1832-1913), qui épouse en 1862 la princesse Léopoldine de Bade (1837-1903) ;
- Victor de Hohenlohe-Langenbourg (1833-1891), qui épouse morganatiquement, en 1861, lady Laura Seymour, comtesse de Gleichen (1861) ;
- Adélaïde de Hohenlohe-Langenbourg (1835-1900), qui épouse en 1856, le duc Frédéric VIII de Schleswig-Holstein (1839-1872). Ce sont les parents de la dernière impératrice allemande.
- Théodora de Hohenlohe-Langenbourg (1839–1872), qui épouse en 1858 le duc Georges II de Saxe-Meiningen-Hildburghausen (1826-1914).

## Biographie

### Enfance
Théodora passe ses premières années à Amorbach, où elle grandit aux côtés de son frère aîné, le prince Charles de Leiningen (1804-1856). Mais, en 1814, son père meurt et sa mère se remarie, quatre années plus tard, avec le duc Édouard-Auguste de Kent.
Après la naissance de sa demi-sœur, la future reine Victoria du Royaume-Uni en 1819, Théodora et sa famille s’installent en Angleterre, dans un cottage de Sidmouth. Puis, après la mort de son beau-père en 1820, la famille s’établit au palais de Kensington.
Au Royaume-Uni, la princesse reçoit une éducation soignée, donnée par des professeurs particuliers. Sur l’insistance du roi, elle prend également des cours d’équitation.

### Princesse de Hohenlohe-Langenbourg
Mariée en 1828 au prince Ernest Ier de Hohenlohe-Langenbourg, Théodora s’installe à Langenbourg, près de Stuttgart, où la famille de son époux possède d’importants domaines. Elle reste néanmoins en contact étroit avec sa famille et établit une correspondance rapprochée avec sa demi-sœur Victoria.
Connue pour son indépendance d’esprit mais aussi pour sa piété et sa charité, Théodora s’intéresse tout particulièrement au sort des orphelins. Avec son époux, elle fonde ainsi différentes institutions destinées à l’accueil des enfants pauvres, malades ou abandonnés.
La Maison de Leinigen (en français "Linange") fait parler d'elle en 1852/53 quand, après le plébiscite qui l'a porté au trône impérial, l'empereur des Français Napoléon III, cherche une épouse de sang royal et s'intéresse à la princesse Adélaïde, nièce de la reine d'Angleterre. La reine n'exprimant pas ouvertement son opinion sur la question, le prince et la princesse de Hohenlohe refusent d'accorder la main de leur fille à l'empereur considéré comme un parvenu.
Devenue veuve en 1860, elle s’établit dans la région de Baden-Baden, à la villa Hohenlohe, près de Michaelsberg.
Elle meurt en 1872 après une longue maladie, et est inhumée dans le cimetière de Baden-Baden.

## Dans la culture populaire
Dans la troisième saison de la série télévisée Victoria (2019), le rôle de Théodora de Leiningen est interprété par l'actrice britannique Kate Fleetwood.